# Ecuación de Benedict-Webb-Rubin
La ecuación de Benedict – Webb – Rubin, también conocida por las iniciales de los autores —BWR—, llamada así por haber sido desarrollada por Manson Benedict , GB Webb y LC Rubin, es una ecuación de estado utilizada en la dinámica de fluidos. Cuando trabajaban en el laboratorio de investigación de MW Kellogg Limited, los tres investigadores reorganizaron la ecuación de estado de Beattie-Bridgeman y aumentaron el número de constantes determinadas experimentalmente a ocho.

## Ecuación original de BWR
{\displaystyle P=\rho RT+\left(B_{0}RT-A_{0}-{\frac {C_{0}}{T^{2}}}\right)\rho ^{2}+\left(bRT-a\right)\rho ^{3}+\alpha a\rho ^{6}+{\frac {c\rho ^{3}}{T^{2}}}\left(1+\gamma \rho ^{2}\right)\exp \left(-\gamma \rho ^{2}\right)},
donde {\displaystyle \rho } es la densidad molar.

## La ecuación de estado BWRS
El profesor Kenneth E. Starling de la Universidad de Oklahoma hizo una modificación de la ecuación de estado Benedict – Webb – Rubin por lo que se la conoce como BWRS.
{\displaystyle P=\rho RT+\left(B_{0}RT-A_{0}-{\frac {C_{0}}{T^{2}}}+{\frac {D_{0}}{T^{3}}}-{\frac {E_{0}}{T^{4}}}\right)\rho ^{2}+\left(bRT-a-{\frac {d}{T}}\right)\rho ^{3}+\alpha \left(a+{\frac {d}{T}}\right)\rho ^{6}+{\frac {c\rho ^{3}}{T^{2}}}\left(1+\gamma \rho ^{2}\right)\exp \left(-\gamma \rho ^{2}\right)},
en la que {\displaystyle \rho } es la densidad molar. Los 11 parámetros de la mezcla ({\displaystyle B_{0}}, {\displaystyle A_{0}}, etc.) se calculan utilizando las siguientes relaciones
{\displaystyle {\begin{aligned}&A_{0}=\sum _{i}\sum _{j}x_{i}x_{j}A_{0i}^{1/2}A_{0j}^{1/2}(1-k_{ij})\\&B_{0}=\sum _{i}x_{i}B_{0i}\\&C_{0}=\sum _{i}\sum _{j}x_{i}x_{j}C_{0i}^{1/2}C_{0j}^{1/2}(1-k_{ij})^{3}\\&D_{0}=\sum _{i}\sum _{j}x_{i}x_{j}D_{0i}^{1/2}D_{0j}^{1/2}(1-k_{ij})^{4}\\&E_{0}=\sum _{i}\sum _{j}x_{i}x_{j}E_{0i}^{1/2}E_{0j}^{1/2}(1-k_{ij})^{5}\\&\alpha =\left[\sum _{i}x_{i}\alpha _{i}^{1/3}\right]^{3}\\&\gamma =\left[\sum _{i}x_{i}\gamma _{i}^{1/2}\right]^{2}\\&a=\left[\sum _{i}x_{i}a_{i}^{1/3}\right]^{3}\\&b=\left[\sum _{i}x_{i}b_{i}^{1/3}\right]^{3}\\&c=\left[\sum _{i}x_{i}c_{i}^{1/3}\right]^{3}\\&d=\left[\sum _{i}x_{i}d_{i}^{1/3}\right]^{3}\end{aligned}}}
dónde 
- {\displaystyle i} y {\displaystyle j} son índices para los componentes, y las sumas se hacen sobre todos los componentes.
- {\displaystyle B_{0i}}, {\displaystyle A_{0i}}, etc. son los parámetros de los componentes puros para el componente {\displaystyle i}-ésimo,
- {\displaystyle x_{i}} es la fracción molar del componente {\displaystyle i}-ésimo,
- {\displaystyle k_{ij}} es un parámetro de interacción entre los componentes {\displaystyle i} y {\displaystyle j}.

Los valores de los diversos parámetros para 15 sustancias se pueden encontrar en las propiedades del Fluid Properties for Light Petroleum Systems.

## La ecuación BWR modificada o mBWR
Una modificación adicional de la ecuación de estado de Benedict – Webb – Rubin hecha por Jacobsen y Stewart es:·
{\displaystyle P=\sum _{n=1}^{9}a_{n}\rho ^{n}+\exp \left(-\gamma \rho ^{2}\right)\sum _{n=10}^{15}a_{n}\rho ^{2n-17}}
donde:
{\displaystyle \gamma =1/\rho _{c}^{2}}

La ecuación de mBWR evolucionó posteriormente a una versión de 32 términos, propuesta por Younglove y Ely en 1987 con parámetros numéricos determinados al ajustar la ecuación a los datos empíricos para un fluido de referencia. Luego se describen otros fluidos utilizando variables reducidas para la temperatura y la densidad.